# Hexagonaria
Hexagonaria is een geslacht van uitgestorven, in kolonies levende koralen, die behoren tot de orde Rugosa. Fossielen komen voor in gesteentelagen uit het Devoon, ongeveer 350 miljoen jaar oud. 
Specimen van Hexagonaria zijn te vinden in de meeste rotsformaties van de Traverse Group in Michigan. Fossielen van dit geslacht vormen Petoskey-stenen, de staatssteen van Michigan. Ze kunnen worden gezien en gevonden in de meeste staten van het Midden-Westen. Hexagonaria is een veel voorkomend onderdeel van de koraalriffen die ontsloten zijn in de zogenaamde Devonian Fossil Gorge onder de overlaat van het Coralville Lake, evenals in vele ontsluitingen van de Coralville-formatie in de buurt van Coralville in Iowa.

## Soorten
- H. anna
- H. cristata
- H. fusiformis
- H. percarinata
- H. alpenensis
- H. subcarinata
- H. attenuate
- H. potterensis
- H. profunda
- H. mirabilis